# Autorità garante della concorrenza e del mercato
L'Autorità Garante della Concorrenza e del Mercato (in acronimo AGCM),  è un'autorità amministrativa indipendente italiana, istituita dalla Legge 10 ottobre 1990, n. 287. Ha funzione di tutela della concorrenza e del mercato.
È informalmente chiamata Antitrust, dall'omonima area giuridica di competenza.

## Composizione
L'autorità è composta da tre componenti, di cui uno è il presidente. Originariamente il numero dei componenti era di cinque, ma alla fine del 2011 è stato ridotto a tre. Il presidente e i componenti dell'autorità sono nominati dai presidenti di Camera e Senato; ciascuno dura in carica 7 anni, non rinnovabili.
Il segretario generale, che ha il compito di sovrintendere al funzionamento degli uffici ed è il responsabile della struttura, viene nominato dal ministro dello sviluppo economico su proposta del presidente dell'autorità. La sede dell'autorità è a Roma.

## Compiti
L'autorità ha i seguenti compiti: 
- vigilanza contro gli abusi di posizione dominante;
- vigilanza di intese e/o cartelli che possono risultare lesivi o restrittivi per la concorrenza;
- controllo delle operazioni di concentrazione (fusione o take-over) che superano un certo valore, comunicate all'autorità, che ne valuterà l'impatto sul mercato;
- tutela del consumatore, in materia di pratiche commerciali scorrette, clausole vessatorie e pubblicità ingannevole;
- valutazione e sanzionamento dei casi di conflitto d'interesse dei componenti del Governo;
- valutazione e attribuzione del punteggio di rating di legalità.

## Poteri
L'autorità in tali casi può procedere ad istruttorie o indagini conoscitive, che possono concludersi con una diffida o una sanzione amministrativa.
Nei procedimenti avviati per presunte violazioni della disciplina in materia di concorrenza, le sanzioni possono arrivare sino al 10% del fatturato dell'impresa. In caso di violazioni della normativa posta a tutela del consumatore, l'autorità può irrogare sanzioni fino ad un massimo edittale di 5.000.000,00 euro. Qualora ravvisi particolari situazioni di necessità e urgenza, l'autorità può emettere, inoltre, provvedimenti cautelari, anche inaudita altera parte, per la tutela di interessi generali.
L'AGCM collabora con la Guardia di Finanza per tutte le indagini che ne ravvisino l'occorrenza.
I provvedimenti dell'autorità sono impugnabili innanzi al TAR del Lazio.
A partire dal 2006, l'AGCM dispone della facoltà di adottare misure cautelari nei casi di urgenza motivata dal rischio di un danno grave e irreparabile alla concorrenza., previsti dal Regolamento (CE) n. 1/2003 e che la legge nazionale attribuiva alle Corti di Appello.

## Altre funzioni
L'Antitrust presenta una relazione annuale al Presidente del Consiglio dei ministri, ove fa il punto sull'applicazione della normativa concorrenziale in Italia; oltre a ciò ha la possibilità di esprimere pareri sulle norme che regolano il mercato; segnala al Parlamento, al Governo e ad enti territoriali le situazioni distorsive della concorrenza.
Insieme alle altre autorità dell'Unione europea fa parte della rete UE delle autorità in materia di concorrenza, che in applicazione della normativa comunitaria, il Regolamento CE n. 1/2003, ha la possibilità di applicare direttamente le norme CE in coordinamento con la Commissione europea.
I provvedimenti dell'Autorità sono presentati in una pubblicazione periodica, come il bollettino settimanale.

## Presidenti
| Presidente           | Mandato          | Mandato           |
| Presidente           | Inizio           | Fine              |
| -------------------- | ---------------- | ----------------- |
| Francesco Saja       | 1990             | 1994              |
| Giuliano Amato       | 21 novembre 1994 | 27 dicembre 1997  |
| Giuseppe Tesauro     | 1º gennaio 1998  | 1º gennaio 2005   |
| Antonio Catricalà    | 9 marzo 2005     | 16 novembre 2011  |
| Giovanni Pitruzzella | 29 novembre 2011 | 30 settembre 2018 |
| Roberto Rustichelli  | 6 maggio 2019    | In carica         |

## Collegio in carica
- Roberto Rustichelli, Presidente
- Elisabetta Iossa
- Saverio Valentino

## Premio Antitrust
Il 12 settembre 2017, l’Autorità Garante della Concorrenza e del Mercato ha annunciato l’istituzione del Premio annuale Antitrust. L’iniziativa è nata con lo “scopo di promuovere lo sviluppo della cultura della concorrenza e i diritti dei consumatori”.